# Município Ambriz
Município Ambriz är en kommun i Angola.   Den ligger i provinsen Bengo, i den nordvästra delen av landet, 100 km norr om huvudstaden Luanda.
I omgivningarna runt Município Ambriz växer huvudsakligen savannskog. Runt Município Ambriz är det mycket glesbefolkat, med 7 invånare per kvadratkilometer.